# Their System Doesn't Work For You
Their System Doesn't Work For You es un álbum recopilatorio de la banda de punk Anti-Flag. 
Fue publicado en 1998, y es el primer álbum que fue grabado por A-F Records, que además es el propio sello de la banda. 
Nueve  de las canciones del disco ya habían sido lanzadas en el EP North America Still Sucks, junto con 10 canciones en vivo. 

## Lista de canciones
1. "I Can't Stand Being With You" – 2:08
2. "Their System Doesn't Work For You" – 2:34
3. "We've Got His Gun" – 2:17
4. "Born To Die" – 2:08
5. "You'll Scream Tonight" – 5:18
6. "Indie Sux, Hardline Sux, Emo Sux, You Suck!" – 2:08
7. "Anti-Violent" – 3:04
8. "20 Years of Hell" – 2:34
9. "I'm Having a Good Day" – 2:43
10. "I Don't Want To Be Like You" – 3:32
11. "Too Late" – 2:50
12. "I Don't Need Anybody" – 3:51
13. "Betty Sue Is Dead" – 3:16
14. "If Not for You" – 3:18
15. "Meet Your Master" – 3:59
16. "We Won't Take No" – 2:36
17. "Save Me" – 3:02
18. "I'm Feeling Slightly Violent" – 3:29

## Créditos
- Justin Sane - guitarra y voz
- Andy Flag - bajo y voz
- Pat Thetic - batería[1]